# Praina cirphioides
Praina cirphioides är en fjärilsart som beskrevs av William Schaus 1911. Praina cirphioides ingår i släktet Praina och familjen nattflyn. Inga underarter finns listade i Catalogue of Life.